# Ferdinand von Alten
Ferdinand von Alten, nato Ferdinand Freiherr von Lamezahn auf Altenhofen (San Pietroburgo, 13 aprile 1885 – Dessau, 17 marzo 1933), è stato un attore tedesco.

## Biografia
Seguendo le orme dei suoi antenati, Ferdinand von Alten intraprese la carriera militare, diventando ufficiale. In seguito, dopo aver preso lezioni di recitazione da Albert Steinrück, optò per la carriera teatrale. Nel 1911, fece il suo esordio come attore presso il teatro di corte di Monaco, dove continuò a lavorare fino alla fine della prima guerra mondiale. Dal 1918, recitò a Berlino in diversi teatri, entrando a far parte negli anni venti della compagnia del Deutsches Theater. Iniziò nel contempo anche la carriera cinematografica, specializzandosi in ruoli da caratterista e incarnando personaggi di uomini eleganti, del bel mondo, oppure di ufficiali o di funzionari statali.
Ferdinand von Alten morì a meno di 48 anni a causa di una pleurite e di una polmonite, contratte nel corso di una tournée teatrale. Fu sepolto nel cimitero di St. Matthias a Berlino.

## Filmografia
- Anna Bolena (Anna Boleyn), regia di Ernst Lubitsch (1920)
- Die Flamme, regia di Ernst Lubitsch (1923)
- Il mercante di Venezia (Der Kaufmann von Venedig), regia di Peter Paul Felner (1923)
- Ombre ammonitrici (Schatten - Eine nächtliche Halluzination), regia di Arthur Robison (1923)
- La contessa Donelli (Gräfin Donelli), regia di Georg Wilhelm Pabst (1924)
- Des Lebens Würfelspiel, regia di Heinz Paul (1925)
- Kammermusik, regia di Carl Froelich (1925)
- Der Sohn des Hannibal, regia di Felix Basch (1926)
- L'uomo senza testa (Der Mann ohne Kopf), regia di Nunzio Malasomma (1927)
- Tabarin di lusso (Champagne), regia di Alfred Hitchcock (1928)
- Weib in Flammen, regia di Max Reichmann (1928)
- Il favorito di Schonbrunn (Der Günstling von Schönbrunn), regia di Erich Waschneck e Max Reichmann (1929)
- Ludwig der Zweite, König von Bayern, regia di Wilhelm Dieterle (1930)
- Il ratto di Monna Lisa (Der Raub der Mona Lisa), regia di Géza von Bolváry (1931)
- Es wird schon wieder besser, regia di Kurt Gerron (1932)
- Die - oder keine, regia di Carl Froelich (1932)
- Theodor Körner, regia di Carl Boese (1932)